# ペスター
ペスターとは、特撮テレビドラマ『ウルトラマン』および『ウルトラマンパワード』に登場する架空の怪獣の名前である。別名は油獣（）。

## 『ウルトラマン』に登場するペスター
『ウルトラマン』第13話「オイルSOS」に登場。
2匹のヒトデが横に連結したような広い横幅の体格を持つ怪獣であり、身体の中心にコウモリに似た頭部を有する。オイルを常食としており、攻撃を受けると興奮して口から火炎熱線を放射する。海中を移動する際には、青い怪光（青い怪光線）を全身から発する。水中において、大きな耳（ソナー耳）は障害物を避けるためのソナーになり、上陸時の脚部（ペスターひれ）を用いて時速100キロメートルで移動する。
中近東諸国で油田やタンカーを襲うが、科学特捜隊中近東支部に警戒されて日本まで逃げ延び、東京湾から出現する。なおも油田やタンカーを襲い、タンクローリーを襲撃した際に酔っ払いに目撃され、通報を受けた科特隊にオイル缶でおびき出されて海上で攻撃されるが、生き延びて日本への上陸を果たす。京浜工業地帯の精油所を火炎で破壊した後、腹部にビートルのロケット砲を受けて致命傷を負い、瀕死状態に陥って炎の中に倒れる。ウルトラマンが精油所の大火災を消火するために現れると倒れたまま息を吹き返し、背後から火炎攻撃を浴びせて多少のダメージを与えるものの、すぐさま頭部にスペシウム光線を受けて止めを刺される。その後、大火災はウルトラマンのウルトラ水流によって消火される。
- スーツアクター：荒垣輝雄、清野幸弘[2][6]
- 準備稿でも決定稿でも、ペスターはビートルのロケット弾攻撃によって木端微塵に破壊されており、ウルトラマンは製油所の消火作業に終始している[18]。
- 名前の由来は「Petroleum（ペトロリウム、石油）Starfish（スターフィッシュ、ヒトデ）」の略[19]。
- 着ぐるみは第12話に登場したドドンゴに続く、2人で着込んで操演するタイプである[5][20]。口の開閉はマペット方式によって表現されている[21]。
  - スーツアクターを担当した荒垣と清野は撮影終了後、「今無事でいるのが不思議だよ」と思うくらい過酷な撮影であったことを語っている[22]。
- 書籍『ウルトラ怪獣列伝』では、ヒトデが海洋汚染物質や石油などを浴びたことによって怪獣化したものと推測している[5]。また、大伴昌司による内部図解では、大気中での肺呼吸から水中では鰓（）呼吸に切り替えられることが記述されている[16]。
- デザインは成田亨[20]。コウモリの顔[20]の左右にヒトデを1つずつ並べた姿となっている[6]。なお、フジ隊員がムラマツキャップらに見せる想像図はデザイン画の流用である。
- 一峰大二による漫画版では、初戦ではウルトラマンを粘着性の油の塊に閉じ込めて動きを封じ、決戦では口から火を吐いて火達磨にしたうえ、タンカーをも真っ二つにする強力な絞め技でカラータイマーが赤になるまで絞め上げるが、組み合っている途中でウルトラマンが無理矢理ガソリンタンクへ飛び込んだために絞めが外れ、油まみれになったところにスペシウム光線を浴びせられ、跡形もなく消し飛ぶ。
- 「オイルSOS」の漫画版には、他に井上英沖の「ペスターの巻」（現代コミック『ウルトラマン』1967年2月号掲載）がある。ここでは別名として「油くう怪獣」と称されている[23][24]。
- 『ウルトラファイト』では、ウルトラマンが駆けつけた際には油を飲みすぎた状態で炎に包まれてすでに虫の息となっており、自壊作用を起こしたとナレーションで説明されている。

## 『ウルトラマンパワード』に登場するペスター
『ウルトラマンパワード』第10話「二人の英雄」（米国版サブタイトル：DEADLY STARFISH）に登場。玩具などではパワードペスターと称される。
地底断層の油脈から生まれたヒトデ状の怪獣で、石油を常食としており、それが体内に充満している点も同じであるが、体表は無数の吸盤で覆われており、顔も甲殻類の顎が変化したような形状になっており、外殻で覆っている。通常は左右の体を閉じて頭部を守るヒトデが直立したような形態で海底を移動しており、オイルを摂取する際には油脈を使って地中を移動しながら、アントニオ湾石油会社の油田パイプラインや化学工場、海上プラントを次々と襲う。体温がかなり高く、液体窒素弾の炸裂によるダメージを受けないうえ、弾力の高さゆえにパンチやキックが効かない。また、体内の石油を引火させることによって口から紅蓮の高熱火炎を放射する。
ウルトラマンパワードとの戦いでは、体内のオイルに引火すれば大爆発することへの懸念からパワードを苦戦させるが、誘爆しないように身体の先端部を狙ったストライクビートルの攻撃で怯んだ隙に高空へ投げ飛ばされ、メガ・スペシウム光線で花火のように爆破された。
- W.I.N.R.のデータベースに記録があるため、劇中でもペスターと呼ばれる。
- デザインは前田真宏[28]。顔はエビやカニなどの甲殻類をモチーフとしている[28]。デザインイメージは触手の集合体[29]。
- 企画段階では「ペスターβ（ベータ）」という名称候補があった[30]。

## 『ウルトラマンX』に登場するペスター
『ウルトラマンX』第1話「星空の声」に登場。
物語冒頭で、中東（ドバイ）の油田地帯を襲撃、送電施設の鉄塔を破壊している姿が報じられる。身長・体重は初代と同じ。
- スーツはアトラクション用のものが使用された[34]。
- 逃げ惑う現地の人々は、フリーライターのトヨタトモヒサ[35]や中野貴雄の妻[36]などが演じている。

## 『セブンガーファイト』に登場するペスター
『セブンガーファイト』第9話「灼熱！凍結！大地獄!!」に登場。
スフラン島の中央基地の背後に所在する湖から出現し、基地の凍結タンクを石油タンクと思い込んで襲撃する。ナツカワハルキの操縦するセブンガーと交戦し、体内の油に引火する恐れがあることから硬芯鉄拳弾を使えないセブンガーを、凄い磯の匂いとヌルヌルの体で絡みつく肉弾戦や高熱火炎によって苦しめるが、後に出現したガンダーと挟撃する位置で放った高熱火炎をセブンガーにかわされたことによって同士討ちとなり、ガンダーの冷凍光線を浴びて死亡する。
- スーツは『ウルトラマンX』で使用されたものと同一（DVD『セブンガーファイト スフラン島3部作』収録のメイキングより）。

## アクアペスター
データカードダス『大怪獣ラッシュ ウルトラフロンティア』に登場。
プラズマソウルを取り込んだプラズマ怪獣であるが、通常のプラズマ怪獣と異なり、体色が青に変化している。プラズマソウルは鋭利な刃のように尖っており、危険性が高い。3弾のボス怪獣として登場した。
オリハルコンペスター
3弾の期間限定ミッションに登場。プラズマソウルの中でも随一のレア度を誇るオリハルコンプラズマソウルに覆われた、アクアペスターである。

## その他の作品に登場するペスター
- 映像作品
  - 『ウルトラセブン 太陽エネルギー作戦』では、ウルトラ警備隊の過去のデータファイルとしてモニターに映るシーンがある。
  - 『甦れ!ウルトラマン』では、怪獣総進撃を予期したハヤタのイメージ映像に登場。
  - 『ウルトラマンメビウス』第21話では、怪獣墓場に3体が漂っている[41]。
  - 映画『大怪獣バトル ウルトラ銀河伝説 THE MOVIE』では、初代が百体怪獣ベリュドラの身体を構成する怪獣の1体となっている[42]。
  - 『ウルトラゾーン』では、第2話のアイキャッチに運動会の二人三脚に一人三脚状態で出場している様子が描かれている[43]。第9話のミニコーナー「怪獣English」にも登場しており、「川島なお美さん風に言うと『私の体はオイルでできているの』」と例えられている[10][44]。
- ショー
  - 『ウルトラマンフェスティバル2002』では、ウルトラマンダイナと戦うが、ソルジェント光線で倒される。
- 漫画作品
  - 『ウルトラセブン』の未発表作品「宇宙人15+怪獣35」では、他の宇宙人によって蘇生され、エレキングやゲスラと共に東京湾から出現し、東京を壊滅させるシナリオが予定されていた。
  - 『フィギュア王 No.118』掲載の「宇宙人15+怪獣35」のコミカライズ版「ゴードの巻」では、バルタン星人たちによって蘇生された宇宙連合軍の怪獣軍団の1匹として登場。海上から現れ、ウルトラ警備隊を撤退させた。
  - 漫画『ウルトラマンSTORY 0』では、グビラやタッコングと共にジャックを襲うが、3匹まとめてスペシウム光線で倒される。
- ゲーム作品
  - ゲーム作品『PDウルトラマンバトルコレクション64』では、フィールド上の雑魚敵およびプレイヤーキャラクターとして登場。原作では炎を吐いて暴れ回るが、本作品では火炎放射ができない代わりに青色の怪光線を発射できる。
  - 『大怪獣バトル』の第2弾に技カードとして登場。スキルは第13話サブタイトルでもある「オイルSOS」。
- 『ウルトラマンオーブ』のメイン監督を務めた田口清隆とメインライターを務めた中野貴雄による私案「エピソード10構想」では、第2章（エピソード2-2）に登場[45]。水の惑星ヌオックで、タッコングやガマクジラとともに水の魔神として海底に封印されていた[45]。
- テレビアニメ『SSSS.GRIDMAN』第2話では、新条アカネの部屋の棚にパワードペスターのフィギュアが飾られている[46][47]。

## 補足
『ウルトラQ』の未製作エピソード「OIL S・O・S」に登場するペスター
『ウルトラQ』の未製作エピソードには、『ウルトラマン』の放送作品と同音異字のサブタイトルながらストーリーがまったく異なる「OIL S・O・S」が存在する。その脚本を担当した上原正三は当時、タブーとされていた沖縄戦を描くことができないのなら水俣病をテーマにしようという発想のもと、ヘドロを出自として石油を糧に巨大化する怪獣の設定を考え、円谷一の了承を得たうえでロケ撮影を予定していた石油会社を訪ねて一旦の了承を得たが、その後に同社からロケを断られる。しかし、同エピソードに登場する怪獣クラプトンの操演用ミニチュアが完成していたため、『ウルトラQ』第21話「宇宙指令M774」を急遽執筆し、結果的にこれがプロデビュー作になったという。『ウルトラマン』第13話の脚本を担当した金城哲夫が同音のサブタイトルを用いた理由は不明であるが、「OIL S・O・S」における江戸川由利子のセリフの一部は、『ウルトラマン』第13話の準備稿でアキコ隊員のセリフに流用されている。
その他
- 1966年の特撮テレビドラマ『マグマ大使』第42話には、ペスターの絵が映るカットがある。
- 『てれびくん』でのグラビアと漫画で展開された『ウルトラ超伝説』では、ペスターをモデルにした怪獣戦艦ペストリアが登場する（漫画版には未登場）。